# Arielina squamiger
Arielina squamiger är en skalbaggsart som beskrevs av Ernst Gustav Kraatz 1899. Arielina squamiger ingår i släktet Arielina och familjen Cetoniidae. Inga underarter finns listade.